# Spomenik Neznanom pomorcu u Splitu
Spomenik Neznanom pomorcu nalazi se na Katalinića brigu, Katalinića prilaz. Sagrađen je 1957. godine, a autor reljefa je Andrija Krstulović.

## Zaštita
Zajedno sa svjetionikom Pomorac, spomenik čini spomenički kompleks sa statusom zaštićenog kulturnog dobra. Pod oznakom Z-5686 zaveden je kao nepokretno kulturno dobro - pojedinačno.

## Vanjske poveznice
|  | Zajednički poslužitelj ima još gradiva o temi Spomenik Neznanom pomorcu u Splitu |